# Eoophyla
Eoophyla é um gênero de mariposa pertencente à família Crambidae.